# Gobernador de Nueva Jersey
El gobernador de Nueva Jersey es el responsable del poder ejecutivo del gobierno del estado de Nueva Jersey. El puesto de gobernador es una posición elegida en las urnas, con un mandato de 4 años. Los gobernadores no pueden estar en el cargo más de dos legislaturas seguidas, pero no hay límite en el número total de legislaturas en las que puedan ser elegidos. La residencia oficial del gobernador es Drumthwacket, una mansión que se encuentra en Princeton (Nueva Jersey) y su oficina se encuentra en la Casa del Estado de Nueva Jersey en Trenton. El primer gobernador de Nueva Jersey fue William Livingston, quien estuvo en el puesto desde el 31 de agosto de 1776 hasta el 25 de julio de 1790. El actual gobernador es Phil Murphy, que tomó cargo el 16 de enero de 2018.

## Responsabilidades
Los votantes eligen directamente al gobernador, quien actúa como jefe político y ceremonal del estado. Al gobernador se le encomiendan las funciones ejecutivas del estado, y no actúa como un subordinado directo de las autoridades federales. El gobernador tiene otras responsabilidades como ser el comandante en jefe de la Guardia Nacional de Nueva Jersey cuando no están federalizadas.
A diferencia de otros estados que tienen elecciones para otras posiciones del gabinete de gobierno, bajo la Constitución de Nueva Jersey el gobernador y el vicegobernador de Nueva Jersey son los únicos puestos oficiales elegidos por la mayoría de los residentes del estado. De una forma parecida al presidente de los Estados Unidos, el gobernador elige su gabinete, que tiene que obtener la aprobación del Senado de Nueva Jersey. Además la constitución de Nueva Jersey permite al gobernador nombrar a los jueces y fiscales de los tribunales superiores del estado. Esta responsabilidad se ejerce con la mayor consideración hacia las preferencias de los senadores estatales que representan los distritos donde los jueces y fiscales trabajarán.
El gobernador debe también elegir dos posiciones creadas por la constitución estatal, el procurador general de Nueva Jersey y el secretario de Estado de Nueva Jersey.